# Liste des cathédrales de Sainte-Lucie
Cet article recense les cathédrales de Sainte-Lucie.

## Liste

### Catholicisme
- Basilique-cathédrale de l'Immaculée-Conception à Castries

### Anglicanisme
- Cathédrale de la Sainte-Trinité à Castries